# August Isenbart
August Isenbart (* 7. Oktober 1876 in Celle; † 7. Dezember 1940) war ein deutscher Reichsgerichtsrat.

## Leben
Isenbart war evangelisch und der Sohn eines Landgerichtsdirektors. Er bestand die erste juristische Staatsprüfung 1899 mit der Note „ausreichend“, die zweite 1904 mit „ausreichend“. 1904 wurde er zum Gerichtsassessor ernannt. Amtsrichter am Amtsgericht Gerdauen wurde er 1908. 1909 wurde er nach Gräfenhainichen versetzt. Am 1. August 1918 wurde er Landrichter am Landgericht Naumburg und am 27. Februar 1919 zum Landgerichtsrat befördert. 1920 wurde er Kammergerichtsrat. 1930 kam er als Hilfsarbeiter an das Reichsgericht. Zum Neujahrstag 1931 wurde er zum Reichsgerichtsrat in Leipzig ernannt. Er war im I. und VI. Strafsenat tätig.

## Mitgliedschaften
- 1911–1918 Freikonservative Partei
- 1918–Jahresende 1930/31 DNVP

## Ehrungen
- 20. April 1938 Goldenes Treudienst-Ehrenzeichen